# Tyler (Virginie-Occidentale)
Pour les articles homonymes, voir Tyler.
Tyler est une communauté non incorporée du comté de Tyler, dans l'État de Virginie-Occidentale, aux États-Unis. Elle se trouve sur la West Virginia Route 18 (en), à 9,7 km au sud-est de Middlebourne.
La William Wells House (en), située à Tyler, est inscrite au Registre national des lieux historiques depuis 1987.